# Tricimba hardyi
Tricimba hardyi är en tvåvingeart som beskrevs av Ismay 1993. Tricimba hardyi ingår i släktet Tricimba och familjen fritflugor.
Artens utbredningsområde är Irian Jaya. Inga underarter finns listade i Catalogue of Life.